# 消費者保護
消費者保護（しょうひしゃほご）とは経済学用語の一つで、消費者が適正で安全な条件のもと自由に商品やサービスを選べる状態を発達させ維持するための概念、またはそうした仕組みを指す。

## 概要
市場において自由な取引が行われる資本主義社会では、消費者の利益というものはしばしば侵害されやすい脆弱な状態に置かれるが、このような消費者の利益を守ろうとする公権力の事を言う。消費者が手にする商品などの開発、品質向上、価格適正化が行われるようにするために、先進国各国では公正取引委員会などによる独占禁止法のもと、事業者は公正かつ健全な市場競争を行う枠組みにある。
消費者にとって安全な状態を作り出すことも重要な要素であり、詐欺的取引などからの救済措置を供与することも求められる。例えばマルチ商法、通信販売、インターネットをめぐる消費者トラブルによる被害リスクを防止または最小化することが目的となる。日本では消費者庁及び国民生活センターのもと、消費者基本法、消費者契約法、消費者ホットラインなどの法制度の仕組みが設けられている。
これは近代資本主義の発展に伴い、20世紀以降の科学技術の発展と共に行われるようになった大量生産や専門的なサービスと共に重要視されるようになった概念であり、その背景にはこれらと相まって消費者に関連する問題や運動が生まれたことが背景にある。このことから消費者保護という概念は現代国家においての重要な課題、政策の一つであると言える。